# Hamilton (Waszyngton)
Hamilton – miejscowość w Stanach Zjednoczonych, w stanie Waszyngton, w hrabstwie Skagit.